# Vincent Luis
Vincent Luis (Vesoul, 27 de junho de 1989) é um triatleta profissional francês. 

## Carreira
Foi campeão mundial e europeu juvenil. No triatlo das Olimpíadas de Londres de 2012, foi 11° em sua estreia olímpica.

### Rio 2016
Luis competiu na Rio 2016, ficando em 7º lugar com o tempo de 1:46.12.